# Нагорный (Топчихинский район)
Наго́рный — посёлок в Топчихинском районе Алтайского края. Входит в состав Красноярского сельсовета.

## История
Основан в 1924 году. В 1928 году состоял из 71 хозяйства, основное население — русские. В административном отношении входил в состав Усть-Алейского сельсовета Чистюньского района Барнаульского округа Сибирского края.

## Население
| 1926 | 1997 | 1998 | 1999 | 2000 | 2001 |
| ---- | ---- | ---- | ---- | ---- | ---- |
| 410  | ↘22  | →22  | ↘21  | ↘19  | ↗21  |
| 2002 | 2003 | 2004 | 2005 | 2006 | 2007 |
| ↗22  | ↘20  | ↘15  | ↗18  | ↘17  | ↘16  |
| 2008 | 2009 | 2010 | 2011 | 2012 | 2013 |
| ↘8   | →8   | ↗14  | ↘10  | ↘5   | →5   |

Национальный состав
Согласно результатам переписи 2002 года, в национальной структуре населения русские составляли 100 %.

## Известные уроженцы
- Юдин, Михаил Александрович (род. 1975) — российский серийный убийца, насильник и грабитель.